# Raymondia huberi
Raymondia huberi är en tvåvingeart som beskrevs av Georg von Frauenfeld 1856. Raymondia huberi ingår i släktet Raymondia och familjen lusflugor. Inga underarter finns listade i Catalogue of Life.